# Cracinae
Cracinae, potporodica od oko 15 vrsta ptica iz porodice Cracidae, red kokoški kojoj pripada četiri roda rasprostranjenih po tropskoj Južnoj Americi i preko Srednje Amerike (vrsta Crax rubra u Meksiku) do Teksasa (rod Ortalis).
Predpovijesne vrste roda Ortalis živjele su na području zapadnih Sjedinjenih Država.

## Rodovi
- Crax Linnaeus, 1758
- Mitu Lesson, 1831
- Nothocrax Burmeister, 1856
- Pauxi Temminck, 1813